# Stęszewko
Stęszewko – wieś w Polsce położona w województwie wielkopolskim, w powiecie poznańskim, w gminie Pobiedziska. W latach 1975–1998 miejscowość administracyjnie należała do województwa poznańskiego.
Miejscowość jest punktem początkowym konnego Wilczego szlaku.

## Nazwa
Inne nazwy dawniej - Stęszewo (łac.Stosevo, Scosevo, Stessevo), Skosewo, Stanschewo,Stanschewo prope Pobedziska, Stanszewo, Sthaschewo, Stąschewo, Sthąschewo, Stanscheuo , Sthossewo, Stąszeuo, Stanszeuo, Stęszewskie Holendry, Stęszewskie Olendry, Stenszewko, Stenschefko, Stęczewko
Pod względem historycznym nazwa Stęszewko ma charakter kompleksowy i terytorialnie obejmuje zarówno obecną wieś, jak i okoliczne przysiółki w promieniu 2- 3 km, pojawiające się w różnych okresach i częściowo administracyjnie oraz gospodarczo związane ze Stęszewkiem. Do rozbiorów wieś polska, pochodząca z czasów średniowiecznych, nosi nazwę Stęszewo. W wieku XVII powstają przy niej Stęszewskie Hollendry (Stenschewko Olędry - Stenschewko Hauland), w skład których wchodzi kilka części: Alt Hauland, Polnische Hauland, See Hauland (Jezierze Olędry), Trocken Hauland (Suche Olędry, Suchy Bór), Tannenhorst (młodsza część powstała w 2 poł. XVIII w.). W wieku XIX Tannenhorst rozrasta się i zostaje osobną gminą. Nazwa Stęszewko przechodzi na Stęszewo. W okresie międzywojennym Tannenhorst zostaje nazwane aktualną do dziś nazwą Stęszewice. Inne miejscowości przynależne w różnych okresach do Stęszewka (lub obecnych Stęszewic) to Siodłowo, Olszowy (Leśniczówka Stęszewko -Stęczewko Forst, później Schimmelwald). W czasach średniowiecznych za należący do obszaru Stęszewka uważano również obecny Wronczynek, który nazywano Wronczynem Poznańskim lub Stęszewskim.

## Historia
Wieś istniała już we wczesnym średniowieczu (pierwotnie jako wieś książęca, później wieś kapitulna). Pierwsze pisemne wzmianki o niej pochodzą z XIII wieku. Stęszewko wymienione zostało w dokumencie kapituły poznańskiej z roku 1292 jako świeżo nabyta własność kościelna. W tym roku biskup poznański Jan II Herbicz dokonał wymiany wsi Krośno nad rzeczką Mosiną na wieś Skosewo (dzisiejsze Stęszewko), należącą do posiadłości Przemysła II, późniejszego króla Polski.
W 1339 roku biskup poznański Jan Łodzia poświadczył lokację na prawie średzkim i osadzenie dwóch sołtysów, co dowodzi, że wieś była w tym czasie już dobrze rozwinięta gospodarczo. Z dokumentu tego dowiadujemy się, iż we wsi istniały dwie karczmy, z których jedna miała być własnością sołtysów a druga należała do właściciela wsi. Sołtysi otrzymali również prawo posiadania kowala, szewca, piekarza i jatki rzeźniczej, odliczania sobie jednej trzeciej kar sądowych, oraz prawo do polowania na ptaki, dziką zwierzynę i zające, z zastrzeżeniem, iż w przypadku używania sieci (structurae capreolorum) połowę złowionej zwierzyny zobowiązani byli oddać panu wsi. Otrzymali też przywilej połowu ryb siecią w jeziorze Malge (dawna nazwa Jeziora Stęszewskiego). W zamian ich obowiązkiem było pobieranie dziesięciny od mieszkańców wsi i zawożenie jej do dziekana poznańskiego oraz "służenie właścicielowi wsi na koniu". Kościół jako właściciel wsi reprezentowany był przez regensów (zarządców) – zazwyczaj dziekanów poznańskich lub innych urzędników kościelnych.
W roku 1404 kapituła katedry poznańskiej zezwoliła Jakubowi, młynarzowi z Jerzyna, na odbudowanie młyna w Stęszewku przy jeziorze. Młynarz otrzymał połowę młyna wraz z działką pod młyn oraz zagrodę i łąki. Miał pokryć 1/3 kosztów budowy, natomiast kapituła miała sfinansować pozostałe 2/3. Młynarz otrzymał prawo do wyrębu drzew w lasach kapituły na potrzeby napraw oraz prawo połowu ryb w jeziorze, jak również wypasania bydła w lasach i na łąkach. Sam został zobowiązany do oddawania kapitule 2/3 zmielonego zboża oraz utuczenia na rzecz kapituły dwóch wieprzy.
W 1431 roku wieś poniosła dotkliwe straty z powodu pożaru. Na wniosek regensa kapituła zwolniła najbardziej poszkodowanych z czynszu na 3 lata. W 1455 roku, w czasie wojny trzynastoletniej z Krzyżakami przez wieś przeszło pospolite ruszenie, czyniąc na jej terenie znaczne szkody: maszerujące wojska spaliły między innymi dom jednego z kmieci, a inne zagrody, w tym również folwark regensa (folwark kapitulny), zostały dotkliwie zdewastowane.
W roku 1521 podczas ostatniej wojny polsko-krzyżackiej (zakończonej hołdem pruskim) dwór regensa został spalony a zagrody kmieci złupione przez szlachtę idącą na wyprawę wojenną w stronę Wągrowca. Do 1527 postawiono nowy, dębowy dwór, jednak sama wieś wyludniła się: z 30 kmieci pozostało zaledwie sześciu, we dworze brakuje służby, czynna jest tylko jedna karczma. Jeszcze w 1580 zasiedlone były tylko 4 półłanki, a większą część ziem zajmował folwark kapitulny.
Po potopie szwedzkim (1655-1660) wieś doszczętnie opustoszała, w związku z czym w roku 1677 sprowadzeni zostali na okoliczne tereny osadnicy olęderscy. Byli to koloniści z krajów niemieckich osadzani na prawie olęderskim, gospodarujący w dużo nowocześniejszy sposób, niż okoliczni chłopi pańszczyźniani. Ulokowani zostali głównie w dzisiejszych Stęszewicach (Stęszewskie Holendry) oraz w promieniu 2–3 km od Stęszewka (np. Suche Olędry, Jezierze Holendry, a także zagrody przy wschodniej granicy wsi Stęszewko).
Po drugim rozbiorze Polski w roku 1793 Stęszewko znalazło się w granicach zaboru pruskiego. Zgodnie z pruską polityką sekularyzacji majątek w Stęszewku został odebrany Kościołowi i włączony do domeny królewskiej. Skonfiskowane dobra stały się tym samym własnością skarbu państwa pruskiego i przeszły pod administrację pruskiego zarządu. Majątki takie najczęściej pozostawiano dożywotnio dotychczasowym właścicielom lub po zaniżonych cenach sprzedawano w ręce niemieckie. Folwark w Stęszewku wcielony został do tzw. amtu pobiedzińskiego domeny swarzędzkiej. Brak informacji o sprzedaży folwarku przez władze niemieckie. W roku 1846 J.N. Bobrowicz wymienia Stęszewko wśród dóbr rządowych domeny w Swarzędzu. Osoby wymieniane w różnych źródłach jako właściciele Stęszewka w czasach zaboru pruskiego prawdopodobnie byli jedynie administratorami w dobrach rządowych.
Folwark w Stęszewku pozostawał początkowo pod opieką największego w okolicy dziedzica, Antoniego Białobłockiego, którego wnuczka i sukcesorka Paulina wyszła za mąż w roku 1837 za Anastazego Radońskiego, wnosząc majątki Białobłockich w wianie. Słownik geograficzny Królestwa Polskiego wydany w roku 1890 jako aktualnych w tym czasie właścicieli podaje właśnie Radońskich. Istnieją jednak również i inne zapisy: w roku 1872 w wykazie alfabetycznym wszystkich miejscowości Wielkiego Księstwa Poznańskiego jako właścicielka majątku w Stęszewku o powierzchni 1021 mórg widnieje pani Wittwe von Kierska. Na temat jej osoby brak bliższych informacji, jednak fakt, iż matka Anastazego Radońskiego była de domo Kierska, wskazuje również na koligacje z rodziną Radońskich. Anastazy Radoński zmarł w 1881 roku, przekazując majątek spadkobiercom. W roku 1899 nowym właścicielem Krześlic został Georg von Brandis, który dobra te przekazał synowi Bernhardowi, będącemu z pewnością ich właścicielem jeszcze w roku 1926. Za ich czasów Stęszewko było już prawdopodobnie zarządzane rozdzielnie z Krześlicami.
Za czasów pruskich wieś została uwłaszczona i przekształcona w gminę. W tym okresie na terenie wsi powstała również szkoła elementarna. W roku 1902 Stęszewko (niem.  Stenschefko) wymienione zostaje w księdze adresowej Wielkiego Księstwa Poznańskiego opracowanej przez Józefa Mycielskiego na podstawie spisu ludności z 1895 roku. Z zapisu tego dowiadujemy się, że mieszkało tu 398 osób o nazwiskach polskich i 39 o nazwiskach niemieckich. 353 mieszkańców było katolikami, a 89 ewangelikami. W pruskich spisach adresowych z lat 1905 i 1913 jako właściciel dóbr w Stęszewku wymieniony jest Max Krause.
W okresie międzywojennym w roku 1926 w wykazie gospodarstw rolnych A. Ostrowskiego jako właściciel widnieje Władysław Taczanowski. Jest on również wymieniony w księgach adresowych z roku 1928 i 1930 jako największy (ale nie jedyny) właściciel ziemski i posiadacz 175 hektarów ziemi.
Przed wybuchem II wojny światowej jako ostatni zarządza Stęszewkiem (do 1947) Metody Dezor, którego córka Maria w roku 1939 poślubiła Macieja Jackowskiego, zamieszkującego pałac w Bednarach, wnuka sławnego działacza Maksymiliana Jackowskiego.
Po II wojnie światowej Stęszewko zostało znacjonalizowane i przeszło na własność polskiego Skarbu Państwa. W latach 1953–1965 należało do Rolniczej Spółdzielni Produkcyjnej. W roku 1965 przekazane zostało do Państwowego Gospodarstwa Rolnego w Pomarzanowicach. W roku 1982 PGR przepisał folwark w Stęszewku Leśnemu Zakładowi Doświadczalnemu w Murowanej Goślinie, należącemu do Akademii Rolniczej w Poznaniu. W roku 1995 prawo użytkowania folwarku nabyli Liliana i Grzegorz Jachimowicz, którzy ostatecznie wykupili do niego prawo własności w roku 2008.

## Zabytki

### Folwark i park podworski
Założenie dworsko-parkowe w Stęszewku pochodzi prawdopodobnie z drugiej połowy XIX wieku. Jedynym zachowanym dokumentem jest mapa pruska z 1882 roku, na której całość tego założenia jest już naniesiona. Niewielki dworek otwarty był na podwórze gospodarcze z budynkami w podkowę z jednej strony oraz na nieduży (1,8 ha) park ze strony drugiej. Park na planie prostokąta otoczony był kanałem wodnym ze stawkiem od strony południowej (zachowany do dziś). Starodrzew to głównie lipy, klony i robinie. Najbardziej okazałym obiektem jest żywotnik olbrzymi (ok. 30 m wysokości) w części środkowej przed stawkiem. Dworek zburzono w latach siedemdziesiątych XX wieku (obecnie na tym miejscu nowy dom z 2007 r. w stylu dworkowym). Budynki gospodarcze wyburzone w większej części w okresie powojennym - z budowli autentycznych pozostała jedynie środkowa część obecnej stajni. Do majątku prowadziła droga dojazdowa prowadząca od głównej drogi wiejskiej (obecnie ul. Wiejska) oraz druga, od strony północnej (zadrzewiona aleja prowadząca między polami w stronę lasu i Zielonki). Od strony południowej wzdłuż parku usytuowana była droga gospodarcza prowadząca wśród pół do Traktu Bednarskiego (aktualnie ul. Jeździecka). Obecnie w rękach prywatnych. Część gospodarcza współużytkowana przez Klub Jeździecki "Liljówka" Stęszewko.

### Cmentarz ewangelicki
Cmentarz usytuowany jest w lesie przy drodze prowadzącej w stronę Traktu Bednarskiego. Pierwotnie na terenie niezalesionym, dokładnie w połowie drogi między Stęszewkiem a Stęszewicami, w których przeważała ludność ewangelicka (w roku 1890 podaje się, iż w Stęszewku mieszka 170 katolików i 34 protestantów, natomiast w Stęszewskich Holendrach (Tannenhorst) – dziś Stęszewice - 57 katolików i 101 protestantów). Założony około 1870. Powierzchnia 0,24 ha. Według dokumentacji z 1995 roku zachowało się 8 wolnostojących nagrobków (rozkopanych). Szczególnie godna uwagi jest zwieńczona półkoliście eklektyczna stela nagrobna z 1914 roku ku czci Waldemara Krinhalta. Zachowała się również płyta z napisem "Tu spoczywa w Bogu Trauta Osteriach * 17.10.1932 † 22.9.1951". Cmentarz bardzo zaniedbany, zarośnięty krzewami i barwinkiem. Drzewostan liściasty.